# Sybra eunidioides
Sybra eunidioides es una especie de escarabajo del género Sybra, familia Cerambycidae. Fue descrita científicamente por Pascoe en 1865.
Habita en Célebes.